# Aqua vitae
Aqua vitae (лат. вода жизни) — средневековое европейское название водного раствора этилового спирта, полученного методом дистилляции вина, пива, эля или других продуктов брожения в перегонном кубе. Термин введён испанским врачом и алхимиком Арнольдом из Виллановы (ок. 1240—1311), применявшим aqua vitae в качестве лекарственного средства, однако по другим версиям название жидкости было дано монахами, участвовавшими в Крестовых походах и узнавшими способ дистилляции алкоголя у изобретших его арабов. Средневековые монашеские ордена изготавливали аqua vitae методом мацерации (холодного вымачивания растительного сырья в дистилляте).
В XIV-XV веке в Италии aqua vitae появляется в продаже и используется для приготовления водок и ликёров. В начале 16 века в Шотландии монополию на производство виски получила Гильдия хирургов и цирюльников Эдинбурга, а затем парламент в 1579 году запретил производство aqua vitae крестьянам и лицам незнатного происхождения, что привело к периоду незаконного самогоноварения и росту популярности виски, появившегося на основе аqua vitae .  
Некоторые алкогольные напитки, на основе спирта-дистиллята, имеют соответствующее название: аквавит (сканд.), оковита (укр., польск.), акавіта (бел.), eau-de-vie (фр.), виски (от ирл. uisce beathadh) и другие, но значительно различаются по исходному сырью, ингредиентам и методу производства. Так, после воссоздания средневекового рецепта аква-виты на шотландской дистиллерии Lindores Abbey, в европейскую комиссию по пищевым продуктам в 2021 было подано обращение о создании новой категории алкогольных напитков «ботанические спирты» (англ. botanical spirits) на основе дистиллятов, с применением метода мацерации (настаивания), но без использования сахара.